# Cajanus latisepalus
Cajanus latisepalus är en ärtväxtart som beskrevs av Laurentius Josephus Gerardus Jos van der Maesen. Cajanus latisepalus ingår i släktet Cajanus och familjen ärtväxter. Inga underarter finns listade i Catalogue of Life.